# シフラー点

三角形ABCの内心(I)とシフラー点(Sp)。黒い細線が3つの三角形のオイラー線。

平面幾何学における三角形のシフラー点（シフラーてん・英語: Schiffler point）は、任意の三角形から一意的に定義できる点である。名称は1985年にこの点を定義したクルト・シフラーに由来する。

## 定義
三角形ABCの内心を I とする。3つの三角形 IAB,IBC,ICA のオイラー線は ABC のオイラー線上の一点で交わる。この交点をシフラー点とする。

## 証明
3本のオイラー線が1点で交わることは以下のように証明できる。
三角形 ABC の内心を I、外心を O、垂心を H とする。三角形 IBC の外心を O'、垂心をH' とし、O'H' が OH と交わる点を P、AH と交わる点を A' とする。ABC の外接円の半径を R とする。
O' は ABC の外接円の弧BC の中点である。よって OO'=R。BC の中点を M とすると、2MO'=IH'。IH' と AH は平行なので IH':AA'=O'I:O'A。これらを整理すると HA'=AH+BH+CH となる。
OP:PH=OO':HA' は、A,B,C の取り方によらず一定である。よって3本のオイラー線は1点で交わる。

## 座標
三角形の3辺の長さを a, b, c としたとき、シフラー点の三線座標は以下のようになる。
{\displaystyle \left[{\frac {1}{\cos B+\cos C}},{\frac {1}{\cos C+\cos A}},{\frac {1}{\cos A+\cos B}}\right]}
{\displaystyle \left[{\frac {b+c-a}{b+c}},{\frac {c+a-b}{c+a}},{\frac {a+b-c}{a+b}}\right]}
重心座標では以下のとおりである。
{\displaystyle \left[{\frac {a}{\cos B+\cos C}},{\frac {b}{\cos C+\cos A}},{\frac {c}{\cos A+\cos B}}\right]}
{\displaystyle \left[{\frac {a(b+c-a)}{b+c}},{\frac {b(c+a-b)}{c+a}},{\frac {c(a+b-c)}{a+b}}\right]}

## 歴史
Kurt Schiffler は、1985年にカナダの雑誌 Crux Mathematicorum に問題を発表した。1986年に2人のオランダの数学者 G.R.Veldkamp と W.A.van der Spek によって証明が与えられている。この証明の掲載時にこの点を「シフラー点」と命名している。
4本のオイラー線が1点に交わる条件はこの問題が発表されるより50年以上前に研究されており、フランク・モーリーと Frank Vigor Morley によって「点P が外接円上かノイベルグ三次曲線上にある場合に4本のオイラー線が1点で交わる」と結論付けられている。